# Náboženská společnost Slované
Slované - náboženská společnost je náboženskou společností registrovanou na základě zákona České republiky, Zákona o církvích a náboženských společnostech. Žádost o registraci podala 21. května 2020 a kladné rozhodnutí nabylo právní moci na začátku února 2022.
Slované - náboženská společnost je české nové náboženské hnutí, které legislativně zastřešuje obnovu předkřesťanských náboženských tradic a navazuje na Rodnověří. Lidé, kteří se hlásí k původnímu slovanskému duchovnu se organizují zejména prostřednictvím spolků jako je Česká pohanská společnost, Rodná víra a nebo Slovanský kruh. Velký vliv na české rodnověří má obdobné hnutí na Slovensku reprezentované zejména Žiarislavem (vlastním jménem Miroslav Žiarislav Švický), který již v 90. letech založil Krug Peruna a Pôvodný kruh Krug Peruna a pro některé členy náboženské společnosti Slované vede vzdělávací soubor přednášek a učení tzv. Vedomectvo.
Ačkoliv je na Slovensku Rodnověří početně silnější, než v České republice, k založení náboženské společnosti tam doposud nedošlo z důvodů odlišné legislativy, zejména protože je zapotřebí násobně větší počet podpisů vyžadovaných k registraci. V České republice je početně výrazné novopohanství hlásící se ke keltským tradicím, ale ani zde k registraci dle zákona nedošlo. Slované - náboženská společnost je tak první novopohanskou oficiálně zaregistrovanou náboženskou společností v České republice i na Slovensku.

Proces registrace náboženské společnosti Slované byl inspirován obdobnou snahou litevského hnutí Romuva, které se práva na registraci po odmítnutí litevským parlamentem domáhalo i u evropského soudu pro lidská práva. V České republice nebyly procesu registrace náboženské společnosti kladeny překážky z ideových důvodů, bylo zapotřebí jen formálně naplnit požadavky dané zákonem.

Jednou z podmínek registrace je doložení podpisových archů obsahujících seznam nejméně 300 zletilých občanů České republiky nebo cizinců s trvalým pobytem v České republice hlásících se k církvi/náboženské společnosti. Jistou potíž při registraci způsobila vnitřní roztříštěnost rodnověrného hnutí v České republice. Sběr podpisů a přípravu právních dokumentů potřebných k registrace náboženské společnosti Slované zahájil spolek Slovanský kruh pod vedením Zdenka Ordelta.

Na jedné straně si toto společenství kolem Zdeňka Ordelta s názvem „Slovanský kruh“ tak trochu přivlastnilo pojem „Slované“ na úkor jiných slovanských skupin, na druhé straně má jistě potenciál sjednotit roztroušené slovanské pohany a snad i přitáhnout nové zájemce o šamanismus a etnická náboženství.